# Mops bakarii
Mops bakarii (Stanley, 2008) è un pipistrello della famiglia dei Molossidi endemico dell'isola di Pemba.

## Descrizione

### Dimensioni
Pipistrello di piccole dimensioni, con la lunghezza totale tra 87 e 105 mm, la lunghezza dell'avambraccio tra 34 e 38 mm, la lunghezza della coda tra 24 e 33 mm, la lunghezza del piede tra 8 e 11 mm, la lunghezza delle orecchie tra 15 e 17 mm e un peso fino a 18,5 g.

### Aspetto
La pelliccia è corta. Le parti dorsali sono marroni scure con la base dei peli bianca, talvolta sono presenti delle macchie biancastre, mentre le parti ventrali sono marroni chiare con la base dei peli gialla e la punta bianco-grigiastra. Il muso non è estremamente appiattito, il labbro superiore ha 6-7 pieghe ben distinte e ricoperto di corte setole. Le orecchie sono unite anteriormente da una membrana a forma di V che si estende in avanti fino a formare una sacca con l'apertura anteriore. Il trago è piccolo e nascosto dietro l'antitrago, il quale è grande e rettangolare. Le membrane alari sono nerastre. La coda è lunga, tozza e si estende per più della metà oltre l'uropatagio.

## Biologia

### Comportamento
Si rifugia nelle cavità degli alberi, ammassi rocciosi e in grotte marine. Condivide i siti con Chaerephon pumilus.

### Alimentazione
Si nutre di insetti.

## Distribuzione e habitat
Questa specie è conosciuta soltanto nella Foresta di Ngezi, nella parte settentrionale dell'isola di Pemba, lungo le coste della Tanzania.
Vive nelle foreste.

## Conservazione
Questa specie, essendo stata scoperta solo recentemente, non è stata sottoposta ancora a nessun criterio di conservazione.